# Fボックスタンパク質
Fボックスタンパク質（英: F-box protein）は、少なくとも1つのF-boxドメインを含むタンパク質の総称である。最初に同定されたF-boxタンパク質はSCF複合体の3つの構成要素のうちの1つであり、このタンパク質は26Sプロテアソームによる分解標的となるタンパク質のユビキチン化を媒介する。

## 構成要素
F-boxドメインはタンパク質間相互作用を媒介する約50アミノ酸の構造モチーフである。F-boxにはコンセンサス配列が存在し、いくつかの位置で多様性がみられる。F-boxはサイクリンFで最初に同定された。SKP2のF-boxモチーフは3本のαヘリックスから構成され、SCFタンパク質SKP1と直接相互作用する。F-boxはタンパク質中にロイシンリッチリピート（LRR）やWDリピートなど他のタンパク質間相互作用モチーフなどと共に存在する。これらのモチーフはSCFの基質との相互作用を媒介していると考えられている。

## 機能
F-boxタンパク質は、シグナル伝達や細胞周期の調節などの細胞機能と関係している。植物では、多くのF-boxタンパク質が遺伝子ネットワークを形成しており、miRNAによるRNAiを介した遺伝子サイレンシングによって広く調節されている。F-boxは植物の多くの栄養成長、生殖成長や発生に関与している。例えば、シロイヌナズナのF-boxタンパク質FOA1はアブシシン酸シグナル伝達に関与し、種子の発芽に影響を与える。タバコやトマトでは、病原体が認識された際にACRE189/ACIF1が細胞死と防御を調節する。
ヒト細胞では、鉄濃度が高い条件下において、2つの鉄原子がF-boxタンパク質FBXL5を安定化し、SCF複合体がIRP2のユビキチン化を媒介する。

## 調節
F-boxタンパク質のレベルは、さまざまな機構で調節される。調節は、SCF複合体と関係したタンパク質分解過程によって行われる場合もある。例えば、酵母ではF-boxタンパク質Met30はCullin依存的なユビキチン化を受ける。

## 関連文献
- “F-box proteins: the key to protein degradation.”. J Biomed Sci 13 (2):  181–91. (2006). doi:10.1007/s11373-005-9058-2. PMID 16463014.